# Vorwärts (Schweiz)
Der Vorwärts (Eigenschreibweise vorwärts) ist eine sozialistische Zeitung aus der Schweiz. Sie existiert seit 1893.
Ursprünglich war die Zeitung ein Organ der Sozialdemokratischen Partei, später der Kommunistischen Partei der Schweiz. Ab der Gründung der Partei der Arbeit 1944 war sie deren Organ. Heute allerdings ist sie breiter abgestützt und bildet der schweizerischen radikalen Linken eine Plattform als Print- und Online-Medium.
In der Printausgabe beleuchtet Vorwärts im Zwei-Wochen-Rhythmus Politik und Kultur aus linker, sozialkritischer Sicht. Vorwärts versteht sich als Zeitung für die Linke links der Sozialdemokratischen Partei der Schweiz und der Grünen, insbesondere der PdA.
Die Printausgabe erscheint im Umfang von zwölf Seiten, Sonderausgaben besitzen einen Umfang von 16 Seiten. Die Auflage beträgt 1200 Exemplare. Die fünfköpfige Redaktion befindet sich in Zürich.